# Autorité nationale indépendante de régulation de l'audiovisuel
L' Autorité nationale indépendante de régulation de l'audiovisuel, ( ANIRA en abrégé), précédemment dénommée Autorité de régulation de l'audiovisuel (en arabe : سلطة ضبط السمعي البصري, Ṣulṭat Ḍabṭ as-Sam‘ī al-Baṣarī), ARAV en abrégé, est une instance algérienne indépendante chargée de l'organisation du domaine audiovisuel en Algérie. Elle est d'abord prévue par la loi 14-04 du 24 février 2014 relative à l'activité audiovisuelle et installée par le gouvernement le 20 juin 2016. Dans un second temps, les missions et attributions de l’autorité nationale indépendante de régulation de l’audiovisuel, sa composition, son organisation et son fonctionnement sont définies par le titre IV de la loi n° 23-20 du  2 décembre 2023 relative à l’activité audiovisuelle qui, parallèlement,  annule les dispositions de la loi de 2014.

## Contexte et origine
L'ARAV avait été installée en septembre 2014. Ses activités ont été gelées en janvier 2015 après le départ de son président, Miloud Chorfi, devenu sénateur du RND. Depuis, une large spéculation s'est installée sur les noms en remplacement de Chorfi, parmi lesquels figurent : Tewfik Khelladi, DG de l'EPTV, Chaâbane Lounakel, DG de la Radio algérienne, Habib Chawki Hamraoui, DG d'El Djazairia et anciennement de l'EPTV ou encore Brahim Seddiki, ancien directeur de l'information chez l'EPTV. Au moment de son installation, le 20 juin 2016, son but est prévu pour tenter de réguler dans la foulée un champ audiovisuel dans lequel activent d'une façon anarchique une soixantaine de chaînes de télévision qui sont toutes offshore et beaucoup possèdent des bureaux et des rédactions en Algérie, dont cinq seulement qui sont officiellement agréées : Ennahar TV, Echourouk TV, El Djazairia, Dzaïr TV et Hogar TV. Ces chaînes devraient obtenir des fréquences hertziennes terrestres pour une large diffusion sur tout le territoire national, mais elles devront aussi déposer un autre dossier auprès de l'ARAV pour régulariser définitivement leur situation, selon le nouveau cahier des charges, ce qui devrait être qu'une formalité pour certaines d'entre-elles.

## Fonctionnement
L'ARAV prévoit de lancer un appel à candidatures, prévu avant la fin de 2016, pour agréer de nouvelles chaînes et obliger les chaînes déjà agréées à se mettre en conformité avec le cahier des charges. Ce dernier envisage un certain nombre d'obligations. Parmi elles : aucun actionnaire ne doit détenir plus de 40 % dans le capital d'une chaîne de télévision. Aujourd'hui, très peu de chaînes – y compris celles déjà agréées – respectent cette condition. L'État prévoit d'agréer un total de 13 chaînes qui seront autorisées à émettre d’Algérie, y compris celles qui sont déjà agréées, en raison des capacités limitées des équipements de la télédiffusion algérienne (TDA). Quatre étant déjà agréées, il restera un maximum de neuf places à prendre. En plus du capital, plusieurs autres critères risquent d'éliminer rapidement plusieurs chaînes. La loi prévoit l'agrément de chaînes thématiques. Les généralistes seront de fait exclues. Elle prévoit aussi le paiement d’une redevance de 100 millions de dinars. Les chaînes qui se sont vu refuser l'agrément seront de fait déclarées « hors-la-loi ». C'est alors au gouvernement de décider de leur sort, probablement en les fermant.

## Mission
Sa mission est de veiller au libre exercice de l'activité audiovisuelle, à l'impartialité, à l'objectivité, à la transparence et au respect des mœurs et valeurs de la Société algérienne. Cette Autorité indépendante assumera ses prérogatives à la fois en tant que garant et gardien de la liberté d'exercice du métier. En matière de contrôle, l'Autorité doit, entre autres, veiller à la conformité aux lois et règlements en vigueur, de tout programme audiovisuel diffusé, quel que soit le support, s'assurer du respect des quotas minimums réservés à la production audiovisuelle nationale et à l'expression en langues nationales. Sa mission sera appliquée aussi pour protéger les droits des journalistes et des artistes qui travaillent et travailleront dans ce domaine, veiller au respect de la législation et de la réglementation en vigueur et sévir en cas d'atteinte à la mémoire collective, aux référents religieux, à l'identité nationale ou à la cohésion de la société algérienne.

## Décisions
En novembre 2022, la chaîne de télévision privée El Adjwaa TV est définitivement fermée pour avoir diffusé un film dans lequel un couple s’embrassait. L’Autorité de régulation de l’audiovisuel justifie sa décision en argumentant que le film comportait des « scènes offensantes et contraires aux valeurs de notre société et à notre religion ». Selon Jeune Afrique, les mesures d’interdiction se multiplient; certains professionnels l'interprétant comme le signe d’un durcissement général de la société. Pour le réalisateur Bachir Derrais, le pouvoir obéit aux « diktats de la société ».

## Composition
L'autorité est composée de neuf membres nommés par le président de la République pour un mandat de 5 ans  renouvelable une fois. Les membres de l'ARAV ne doivent jouir d'aucun mandat électif, emploi public, activité professionnelle ou responsabilité exécutive dans un parti politique. La loi leur interdit aussi d'exercer une activité liée à l'audiovisuel durant les deux années suivant la fin de leur mandat à l’ARAV. Cette disposition n'est pas respectée lors de la nomination de Lotfi Cheriet au poste de  directeur général de l'Établissement public de télévision (EPTV) en 2019.
Présidents :
- Amar Bendjedda (intérim) depuis le 26 février 2024[14] ;
- Mohamed Louber, (11 janvier 2020- 7 février 2024)[15],[16] ;
- Zouina Abderrezak[17], professeur universitaire, diplomate (mai 2019 - 11 janvier 2020) ;
- Zouaoui Benhamadi (de 2016 à mai 2019)[18].

Membres :
- Zaïm Khenchelaoui : anthropologue, chercheur ;
- Remplaçant d'Abdelmalek Houyou : haut fonctionnaire, gestionnaire d'organismes publics, décédé le 19 novembre 2021 ;
- Aïcha Kassoul : professeur universitaire, diplomate ;
- Ghaouti Mekamcha : professeur universitaire, ancien ministre de la Justice ;

Anciens membres:
- Dr Ahmed Bayoud : professeur universitaire, haut fonctionnaire , membre de 2016 à juin 2020[19].
- Zahir Ihaddadène : journaliste, historien, membre de 2016 à janvier 2018[20].
- Lotfi Cheriet : journaliste, membre de 2016 à mars 2019[13].

## Controverse
L'Autorité de régulation de l'audiovisuel est la première responsable de secteur de l'audiovisuel en Algérie. Mais en réalité, avant 2016, sa structure n'était pas officiellement installée et son président était amoindri, car, jusque-là le ministre de la Communication, Hamid Grine, était encore le seul responsable du paysage audiovisuel. Les avertissements verbaux qu'elle distribuait étaient utiles pour maintenir une certaine organisation et éviter l'anarchie, mais pouvaient être refusés par les responsables des chaînes, comme fut le cas pour Ennahar TV qui a précisé qu'elle (l'ARAV) ne pouvais en aucun cas se substituer à la justice.